# Martin Skaba
Martin Skaba (* 28. Juli 1935 in Gleiwitz, Oberschlesien; † März 2024) war ein deutscher Fußballspieler. In der höchsten Spielklasse des DDR-Fußballs, der Oberliga, spielte er für den BFC Dynamo und dessen Vorgänger. Von 1958 bis 1963 bestritt Skaba für den DFV acht A-Länderspiele.

## Sportliche Laufbahn

### Gemeinschafts- und Clubstationen
Über die Stationen BSG Motor Quedlinburg und SC DHfK Leipzig, bei dem das Talent im Rahmen des am Ende gescheiterten Projekts der Konzentration künftiger Auswahlkandidaten vom Sommer 1954 bis Anfang 1955 kickte, kam der 19-jährige Martin Skaba im Februar 1955 zum SC Dynamo Berlin. Die ersten Spiele in der DDR-Oberliga bestritt der Verteidiger in der Saison 1956, als der SC Dynamo als 13. der Tabelle in die zweithöchste Spielklasse absteigen musste.
1957 partizipierte Skaba am Gewinn der Meisterschaft im Unterhaus, wodurch dem SC Dynamo die sofortige Rückkehr in die Oberliga gelang. Der Vizemeistertitel im Jahre 1960 sollte die beste Platzierung von Skaba mit Dynamo Berlin werden. Zwei dritte Ränge 1959 und 1962 zählen daneben zu seinen Erfolgen in der Meisterschaft. Im FDGB-Pokal dagegen klappte es 1959 mit dem Cup-Gewinn mit 3:2 Toren nach Verlängerung im Wiederholungsspiel gegen Wismut Aue. Das Pokalfinale 1962 verlor Martin Skaba mit seinen Mannschaftskollegen mit 1:3 Toren gegen SC Chemie Halle. Von 1956 bis 1968 bestritt er 255 Oberligaspiele, ab 1966 für jenen aus der Fußballabteilung des SC Dynamo herausgelösten BFC Dynamo. Hinzu kommen 44 Punktspieleinsätze für die 1. Mannschaft der Weinroten in der ostdeutschen Zweitklassigkeit.

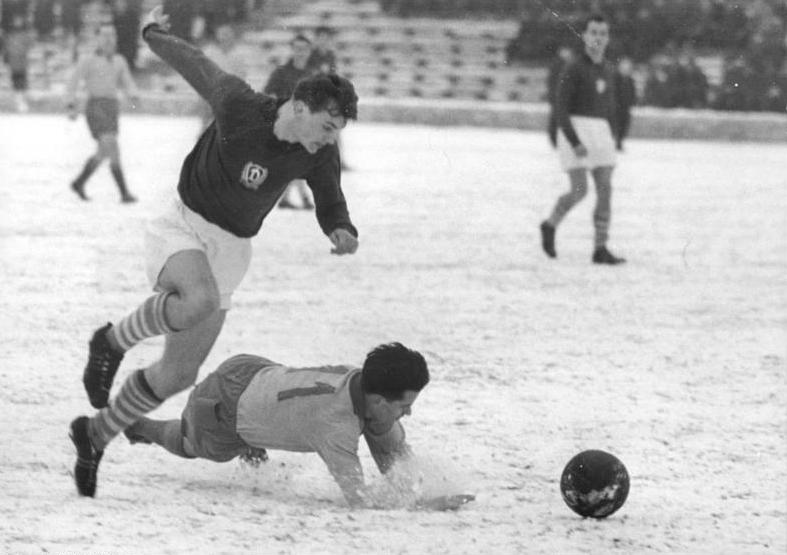
Martin Skaba (links) im Zweikampf mit einem Vorwärts-Akteur (1958)

### Auswahleinsätze
Nach seinem Wechsel vom SC DHfK Leipzig zum SC Dynamo Berlin tauchte das Talent auch in der DDR-U-18-Auswahl auf. Gegen die tschechoslowakischen Altersgenossen spielte er im März 1959 beim 4:1-Auswärtssieg in Liberec. Skaba und seinen Mannschaftskollegen, darunter Harald Fritzsche und Peter Kalinke,  wurde kurz darauf die Teilnahme am UEFA-Juniorenturnier, der inoffiziellen Europameisterschaft dieser Altersklasse, in Italien aufgrund restriktiver Visapolitik gegenüber dem selbsternannten Arbeiter- und Bauernstaat verweigert.
Den ersten von acht Einsätzen in der ostdeutschen B-Nationalelf bis 1965 hatte Martin Skaba im Länderspiel am 2. September 1958 gegen Polen. Er feierte sein Debüt an der Seite seines Vereinskollegen Werner Heine als linker Verteidiger. Beim 2:0-Auswärtserfolg wurde die DFV-Mannschaft von Richard Hofmann betreut. Zum ersten und einzigen Mal in der DDR-U-23 spielte die Dynamo-Defensivkraft im Herbst 1959 beim 1:1-Remis in Görlitz gegen die ČSR.
Bereits am 14. September 1958 erfolgte Skabas Debüt in der DDR-A-Auswahl beim Länderspiel in Leipzig gegen Rumänien. Auch hier nahm Skaba beim 3:2-Sieg die Position des linken Verteidigers ein. Als Trainer fungierte Fritz Gödicke. Am 1. Mai 1959 bestritt der Verteidiger des SC Dynamo Berlin sein zweites A-Länderspiel in Berlin gegen Ungarn. Beim Rückspiel der deutsch-deutschen Olympia-„Geisterspiele“ am 23. September 1959 in Düsseldorf stand er in der Verteidigung der ostdeutsche Olympiaelf, die mit 1:2 Toren gegen die westdeutsche Amateurnationalelf auch das zweite Spiel verlor.
Mit seinem achten Länderspiel am 19. Oktober 1963 in Berlin gegen Ungarn verabschiedete sich Martin Skaba aus der A-Nationalelf der DDR. Karoly Soos betreute die Elf bei der 1:2-Niederlage. Skaba war Kapitän der Ost-Berliner Auswahl, die im Juli 1964 durch einen 2:1-Sieg gegen den Bezirk Gera den Bezirks-Wanderpokal des DFV gewann.

## Weiterer Werdegang
Der einstige BFC-Kapitän war nach dem Ende der Spielerlaufbahn als Trainer im Fußballclub der Sportvereinigung Dynamo beschäftigt, zeitweise auch Assistent von Cheftrainer Jürgen Bogs. In Mosambik bildete er einheimische Trainer aus und amtierte nach der Afrika-Rückkehr als Jugendleiter im Hauptstadtclub.